# Cooling-down

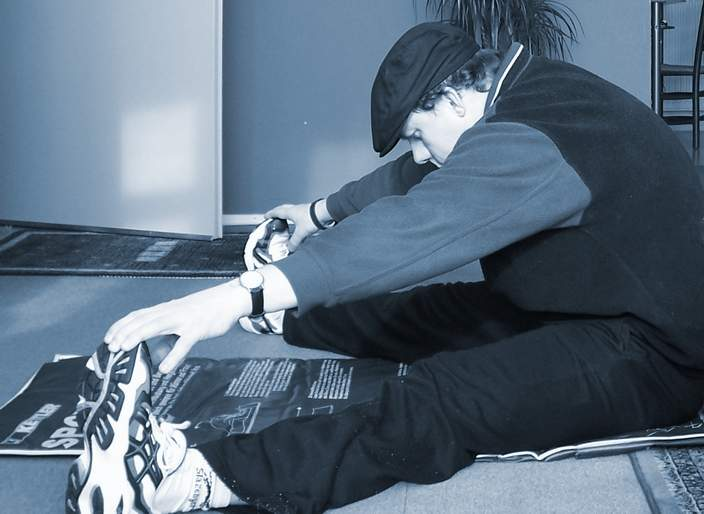
Een man doet een "wide seated hamstring stretch" als cooling-down, na een korte kungfutraining

Een cooling-down, ook warming-down of warm-down, is een lichte lichamelijke inspanning bedoeld om het lichaam na het sporten tot rust te laten komen. De cooling-down bestaat vaak uit wat rustige stretching en/of een rustige afbouw van de intensiteit van de training. Een hardloper kan bijvoorbeeld nog een paar rondjes in een laag tempo lopen.
De cooling-down is onder andere bedoeld om het lichaam weer rustig te laten wennen aan het normale ritme en soms ook ter voorkoming van blessures, het verlagen van een eventuele hoge hartslag en het kan de verzuring in de spieren verminderen. Studies hiernaar spreken elkaar echter vaak tegen, waardoor het niet zeker is welk effect het juist heeft.